# Witold Sobków
Witold Sobków (ur. 17 lutego 1961 w Warszawie) – polski filolog, urzędnik państwowy i dyplomata, wiceminister spraw zagranicznych (2006), ambasador w Irlandii (2002–2006), Wielkiej Brytanii (2012–2016) oraz stały przedstawiciel przy Organizacji Narodów Zjednoczonych w Nowym Jorku (2010–2012), dyrektor polityczny w Ministerstwie Spraw Zagranicznych (2008–2010, 2016–2018, 2021–2024).

## Życiorys
W latach 1979–1987 studiował na Uniwersytecie Warszawskim, najpierw w Instytucie Anglistyki (magisterium z filologii angielskiej w 1984), a następnie w Katedrze Italianistyki (magisterium z filologii włoskiej w 1987). Specjalizował się w lingwistyce teoretycznej i stosowanej. Uzyskał także stypendia w Hoover Institution on War, Revolution and Peace na Uniwersytecie Stanforda oraz na uczelniach włoskich (w Sienie, Perugii i Wenecji). Ukończył programy z zakresu bezpieczeństwa wewnętrznego i międzynarodowego na Uniwersytecie Harvarda (2008) oraz studiów islamskich na Uniwersytecie Londyńskim (2000).
Od sierpnia 1984 do marca 1991 był wykładowcą m.in. na Wydziale Neofilologii Uniwersytetu Warszawskiego. W marcu 1991 został zatrudniony w Ministerstwie Spraw Zagranicznych jako referent ds. brytyjskich, awansując na naczelnika wydziału, a następnie na zastępcę dyrektora Departamentu Spraw Europejskich. W latach 1993–2000 pełnił kolejno funkcje radcy, radcy ministra oraz ministra pełnomocnego i zastępcy ambasadora w ambasadzie RP w Londynie. W 1998 był przedstawicielem urzędującego przewodniczącego OBWE w grupie kontaktowej. Po powrocie z zagranicy zajmował stanowiska kierownicze w ministerstwie, będąc kolejno wicedyrektorem Departamentu Europy Zachodniej, dyrektorem Departamentu Krajów Pozaeuropejskich i Systemu Narodów Zjednoczonych oraz starszym radcą ministra ds. europejskich. 23 sierpnia 2002 objął urząd ambasadora RP w Irlandii, który sprawował do 31 lipca 2006.
Od października do grudnia 2006 pełnił funkcję podsekretarza stanu w MSZ. Od stycznia 2007 pracował jako ambasador tytularny w Departamencie Strategii i Planowania Polskiej Polityki Zagranicznej. Od stycznia 2008 do kwietnia 2010 zajmował stanowisko dyrektora politycznego w Ministerstwie Spraw Zagranicznych. 9 kwietnia 2010 stanął na czele Stałego Przedstawicielstwa RP przy ONZ w Nowym Jorku, kierował nim do 10 sierpnia 2012. 27 sierpnia tego samego roku powołany na funkcję ambasadora RP w Zjednoczonym Królestwie Wielkiej Brytanii i Irlandii Północnej, którą pełnił do 5 sierpnia 2016. Powrócił następnie na stanowisko dyrektora politycznego w MSZ, zajmował je do 31 stycznia 2018. W marcu 2020 został dyrektorem Departamentu Azji i Pacyfiku. Od września 2021 do stycznia 2024 ponownie był dyrektorem politycznym w MSZ. W październiku 2024 został powołany na specjalnego wysłannika ministra do spraw Afganistanu oraz do spraw Indo-Pacyfiku.
Wykładowca Collegium Civitas w Warszawie.

## Życie prywatne
Żonaty z Iwoną Sobków. Ojciec dwójki dzieci.

## Odznaczenia
Resortowe
- Złoty Medal „Za zasługi dla obronności kraju”[16]
- Złoty Medal „Opiekun Miejsc Pamięci Narodowej”[16]
- Krzyż Wielki z Gwiazdą Orderu Pro Merito Melitensi[16]

Prywatne
- Krzyż Komandorski oraz Krzyż Komandorski z Gwiazdą Świętego Konstantyńskiego Orderu Wojskowego Świętego Jerzego[16]
- Order Świętych Maurycego i Łazarza[16]
- Złota Odznaka Stowarzyszenia Techników Polskich w Wielkiej Brytanii[16]
- Złota Odznaka Polskiej Macierzy Szkolnej w Wielskiej Brytanii[16]
- Złoty Medal Zasługi Polskiej Misji Katolickiej w Anglii i Walii[16]

## Wybrane publikacje
- Witold Sobków, Psycholinguistic approaches to linguistic theories, Warszawa: Wydawnictwa Uniwersytetu Warszawskiego, 1988, s. 142, OCLC 233487726.
- Witold Sobków, La Realizzazione delle tecniche di lettura al livello medio-superiore: parte teorica, Warszawa: Wydawnictwa Uniwersytetu Warszawskiego, 1988, s. 77, OCLC 834073817.
- Witold Sobków, Współczesny Sudan: polityka islamska, Warszawa: Polska Fundacja Spraw Międzynarodowych, 1998, s. 32, OCLC 69302694.